# Hüsnü Özkara
Hüsnü Özkara (Trabzon, 25 januari 1955) is een voetbaltrainer en voormalig voetballer van Turkse afkomst.

## Als trainer
- Erzurumspor
- Boluspor
- Zonguldakspor
- Erzincanspor
- Trabzonspor
- Kayserispor
- Sarıyer GK
- Konyaspor
- Giresunspor

## Als speler
Hüsnü speelde tien jaar bij Trabzonspor. Na deze club koos hij ervoor om naar Ankaragücü te gaan. Daar speelde hij acht jaar, waarna hij verhuisde naar Kahramanmaraşspor en daar zijn carrière beëindigde. Hij mocht tienmaal spelen voor Turkije.

## Palmares
- Kampioen van Turkije
- Turkse Beker
- Turkse supercup